# John Beresford (voetballer)
John Beresford (Sheffield, 4 september 1966) is een voormalig profvoetballer uit Engeland, die als verdediger speelde. Hij beëindigde zijn actieve loopbaan in 2001.

## Clubcarrière
Beresford speelde voor achtereenvolgens Barnsley, Portsmouth, Newcastle United, Southampton en Birmingham City. Met Newcastle United won hij in 1993 de titel in de Football League First Division onder leiding van trainer-coach Kevin Keegan, waardoor de club uit Noord-Engeland rechtstreeks promoveerde naar de Premier League.

## Erelijst
Newcastle United
- Football League First Division

1993